# Federico Zandomeneghi
Federico Zandomeneghi (Venecia, 2 de junio de 1841 - París, 31 de diciembre de 1917) fue un pintor italiano perteneciente al movimiento impresionista.

## Vida y obra
Nacido en una familia de artistas, su padre y su abuelo fueron escultores. Entre 1856 y 1859 estudió en la Academia de Bellas Artes de Venecia. En 1860 se une a la empresa de unificación italiana de Giuseppe Garibaldi y participa en la Expedición de los Mil que conquistó Sicilia, entonces en manos de la Casa de Borbón.
En 1862 se instaló en Florencia, donde formó parte del grupo de los Macchiaioli. A partir de 1866 reside principalmente en Venecia, con estancias frecuentes en Roma y Florencia.
En 1874 se traslada a París, donde entra en contacto con los pintores impresionistas. Expuso en cuatro de las ocho exposiciones impresionistas, en 1879, 1880, 1881 y 1886. Sus temas estuvieron en la línea de los trabajados por Edgar Degas: cafés, vida nocturna, retratos, desnudos, etc. De las dos grandes líneas del impresionismo -la de los paisajistas y la de los «pintores de la vida moderna»-, Zandomeneghi se sitúa en esta última.